# Sønder Kirkeby Sogn
Sønder Kirkeby Sogn er et sogn i Falster Provsti (Lolland-Falsters Stift).
I 1800-tallet var Sønder Alslev Sogn anneks til Sønder Kirkeby Sogn. Begge sogne hørte til Falsters Sønder Herred i Maribo Amt. Sønder Kirkeby-Sønder Alslev sognekommune blev ved kommunalreformen i 1970 indlemmet i Stubbekøbing Kommune, der ved strukturreformen i 2007 indgik i Guldborgsund Kommune.
I Sønder Kirkeby Sogn ligger Sønder Kirkeby Kirke.
I sognet findes følgende autoriserede stednavne:
- Bellinge (landbrugsejendom)
- Bjergegård (ejerlav, landbrugsejendom)
- Busseris (bebyggelse)
- Egebjerg (bebyggelse, ejerlav)
- Egebjerg Tvede (bebyggelse)
- Orupgårdshuse (bebyggelse)
- Ramsherred (bebyggelse)
- Sønder Kirkeby (bebyggelse, ejerlav)